# Quận của tỉnh Morbihan
3 quận của tỉnh Morbihan gồm:
1. Quận Lorient, (quận lỵ: Lorient) với 15 tổng và 60 xã. Dân số của quận này là 275.302 người năm 1990, 281.621 người năm 1999, tăng trưởng dân số là 2.3%.
2. Quận Pontivy, (quận lỵ: Pontivy) với 10 tổng và 78 xã. Dân số của quận này là 115.310 người năm 1990, và 114.237 người năm 1999, tăng trưởng dân số là 0.93%.
3. Quận Vannes, (tỉnh lỵ của tỉnh Morbihan: Vannes) với 17 tổng và 123 xã. Dân số của quận này là 229.226 người năm 1990, và 248.015 người năm 1999, tăng trưởng dân số là 8.2%.